# Дюков, Пётр Андреевич
Пётр Андре́евич Дю́ков (4 (16) июня 1834, Тверская губерния, Российская империя — 18 (30) апреля 1889, Санкт-Петербург, Российская империя) — русский учёный-психиатр, доктор медицины, действительный член Общества психиатров, автор ряда трудов по медицинским вопросам.

## Биография
Родился 4 июня 1834 году в Тверской губернии в семье священника. Обучался в духовной семинарии, после поступил в петербургскую медико-хирургическую академию, по окончании которой в 1860 году остался там же «для усовершенствования в науках». Под влиянием лекций профессора психиатрии И. М. Балинского занялся психиатрией и в 1863 году защитил диссертацию на степень доктора медицины на тему «Материалы для учения о действиях опия в применении к психиатрии».
С 1863 года работал в клинике душевнобольных медико-хирургической академии, стал старшим врачом в 1867 году. С 1865 года служил сначала ординатором, а потом старшим врачом отделения для душевнобольных при исправительном заведении. Благодаря его деятельности, это отделение было преобразовано в городскую больницу св. Николая. В 1881 году уволился по домашним обстоятельствам с должности старшего врача больницы св. Николая Чудотворца, оставшись старшим врачом клиники душевных болезней при медико-хирургической академии. В 1861—1862 годах 4 месяца провёл за границей в командировке; в 1880 году был послан по особому Высочайшему повелению в Самару.
Умер 18 апреля 1889 года от порока сердца после перенесённой пневмонии в чине действительного статского советника, похоронен на Новодевичьем кладбище г. Санкт-Петербурга, участок 13В.

## Научная деятельность
Завещал обществу психиатров 6000 рублей, проценты с которых предназначались для выплаты на премии его имени за лучшие сочинения по психиатрии.
Автор ряда работ:
- «К учению медицинской психологии» в «Архиве Судебной Медицины» 1865 г.;
- Статья в «Медицинском Вестнике» № 50, 51, 52, 1886 г. «Проглоченное инородное тело и нарыв в большом мозгу»;
- Статья в «Военно-Медицинском Журнале» за январь и сентябрь 1864 г. «Реферат об успехах психиатрии в 1861 и 1862 гг.»;
- Статья в «Медицинском Вестнике» № 22, 24, 25, 27, 28 и 29, 1867 г. «Отчет по временной лечебнице для умалишенных при исправительном заведении»;
- Статья в «Архиве Судебной Медицины» № 1, марта 1863 г. «Случай помешательства, непризнанного санкт-петербургской судебной палатой»;
- Статья в «Архиве Судебной Медицины» № 1, марта 1869 г. «Исследование состояния умственных способностей завещателя по русским законам»;
- Статья во «Врачебных Ведомостях» № 5 и 6, 1877 г. «К статистике помешательства в России»
- Другие небольшие статьи.